# Barania-Kamm

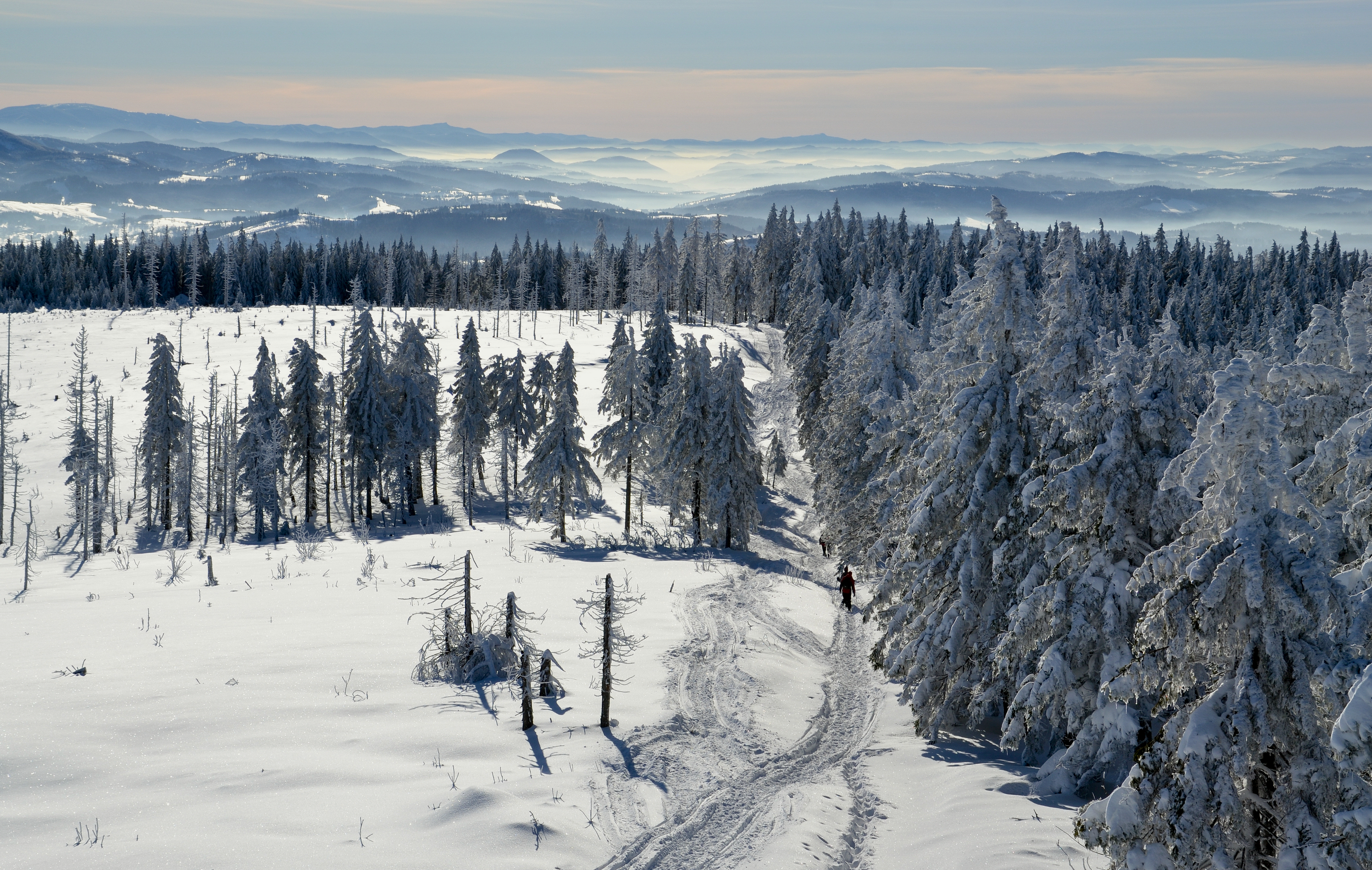
Der südliche Teil des Kamms von der Barania Góra

Barania-Kamm (polnisch: Pasmo Baraniej), auch Weichsel-Kamm (polnisch: Pasmo Wiślane) genannt, ist der größte und höchste Bergrücken im polnischen Teil der Schlesischen Beskiden. Die namensgebende Barania Góra ist der zweithöchste Berg im Kamm. Die Weichsel entspringt an seinen Westhängen. Durch den Kamm verlief teilweise die historische Grenze zwischen Schlesien und Kleinpolen.

## Geografie
Der Kamm befindet sich zwischen den Tälern der Gebirgsflüsse der Weichsel im Westen bzw. Olsa im Südwesten und der Biała bzw. Soła im Osten. Über den Kamm verläuft die Grenze zwischen den Landkreisen Powiat Bielski und Powiat Cieszyński. Zu den bis zu ca. 1250 m über NN hohen Gipfeln gehören die Skrzyczne (1257 m), Barania Góra (1220 m), Małe Skrzyczne (1211 m), Wierch Wisełka (1192 m), Równiański Wierch (1160 m), Zielony Kopiec (1152 m), Malinowska Skała (1152 m), Magurka Wiślańska (1129 m), Przysłop (1029 m), Jaworzyna (1020 m), Ostre (930 m), Skalite (864 m), Kubalonka (830 m), Beskidek (830 m), Góra Zabawa (823 m), Mała Cisowa (828 m), Szarcula (803 m), Kołowrót (798 m), Motykowa Górka (792 m), Filipionki (779 m), Kozińce (776 m), Niesłychany Groń (744 m), Zadni Groń (728 m), Górna Równia (676 m), Mała Barania (659 m) und Równia (610 m)
- im nördlichen Seitenkamm Malinów (1114 m), Pass Przełęcz Salmopolska (934 m), Grabowa (907 m), Kotarz (948 m), Hyrca (929 m), Beskid Węgierski (930 m), Beskid (860 m) und der Pass Przełęcz Karkoszczonka (736 m),
- im südlichen Seitenkamm Karolówka (930 m), Gańczorka (901 m), Tyniok,(892 m), Pass Przełęcz Koniakowska (732 m), Sołowy Wierch (850 m), Ochodzita (894 m), Koczy Zamek (847 m), Siwoniowski (798 m), Złoty Groń (710 m) und Szyroki Wierch (702 m)
- im östlichen Seitenkamm Trzy Kopce (1082 m), Stołów (1035 m), Kościelec (1022 m), Magurka Radziechowska (1108 m), Muronka (1021 m), Glinne (1034 m), Wielka Cisowa (872 m), Czerwieńska Grapa (838 m), Cupel (882 m), Cupel (736 m), Łazek (713 m), Syberia (637 m), Zebrzydka (579 m) und Sumowa Grapa
- sowie im westlichen Seitenkamm Stary Groń (798 m), Horzelica (797 m) und Cienków (957 m).

Der Kamm ist stark bewaldet. Ursprünglich dominierten Mischwälder mit Buchen und Tannen, derzeit trifft man vor allem auf Buchen und Fichten. Auf den Kamm führen markierte Wanderwege von Bielsko-Biała, Brenna Szczyrk, Wisła, Koniaków und Istebna.